# ポルトガル系ベネズエラ人
ポルトガル系ベネズエラ人とは、ポルトガルで生まれたベネズエラ市民もしくはポルトガルに家系起源を持つベネズエラ市民である。多くはカラカス、バレンシア、マラカイボに居住している。
ポルトガル人は20世紀初期と中期に移民としてベネズエラに到達し、多くはマデイラ諸島からだった。ベネズエラはラテンアメリカで二番目、アメリカ州全体で四番目のポルトガル人の目的地となった。